# London Welsh RFC
El London Welsh Rugby Football Club (en gal·lès: Clwb Rygbi Cymry Llundain) és un club de rugbi a 15 professional anglès fundat l'any 1885 i basat a Richmond upon Thames, al raval de Londres. Aquesta formació jugava la temporada 2012-2013 a l'Aviva Premiership, és a dir l'elit del rugbi anglès.